# 朱問漁
朱問漁（英語：Andrew Zhu Wen-yu；{1919年12月1日—2006年9月24日；聖名：安德肋）是天主教中國籍主教及中國天主教愛國會成員。曾任內蒙古赤峰教區主教（1990年-2006年）。

## 生平
朱問漁出生於1919年12月1日，在中華民國奉天省通遼奈曼旗庫利吐，自幼領洗入教。1927年至1940年間，曾分別在苦力吐毛山東兩所聖書院及華峰學校讀書。1940年至1947年間，先後在朝陽松樹咀子修院及赤峰小修院學習。1948年，轉到北京及綏遠兩所修院繼續接受培育。1951年回到北京文聲神學院讀神學。1957年，朱問漁在37歲時於北京晉鐸。
1966年至1979年文化大革命期間，所有宗教活動停止，朱問漁神父被強迫回到在家鄉務農。1980年代初，教會逐步恢復宗教活動，1982年朱問漁神父出任苦力吐堂區主任司鐸。
1980年8月，中國天主教愛國會未經聖座准許，擅自將內蒙古自治區內的教區按照行政區劃重新劃分為呼和浩特教區、赤峰教區、巴彥淖爾盟教區、包頭教區、烏蘭察布盟教區。
1990年，朱問漁神父在70歲時獲選為赤峰教區主教候選人，其後獲時任教宗若望保祿二世認可成為赤峰教區主教。同年10月28日，朱問漁和郭正基在北京由山東濟南總教區非法主教宗懷德主禮，內蒙古綏遠總教區總主教王學明和山西大同教區主教郭印宮襄禮晉牧。
朱問漁主教在任內先後襄禮晉牧於1995年劉世功為內蒙古集寧教區主教與1999年的張翰民為吉林教區非法主教。
2005年聖誕節前，朱主教因病回到老家合成公堂區休養。期間，曾經返回赤峰的醫院檢查身體，並在教區中心休息十多天。2006年9月24日，朱問漁主教於中國內蒙古通遼奈曼旗庫利吐，在合成公堂區主任司鐸李金鋼神父、主教親友和信徒守侯下去世，享年86歲。